# Eusaproecius optatus
Eusaproecius optatus là một loài bọ cánh cứng trong họ Bọ hung (Scarabaeidae).